# Lerista distinguenda
Espèce
Synonymes
- Ablepharus distinguendus Werner, 1910

Lerista distinguenda est une espèce de sauriens de la famille des Scincidae.

## Répartition
Cette espèce est endémique d'Australie-Occidentale en Australie.

## Publication originale
- Werner, 1910 : Reptilia (Geckonidae und Scincidae). Die Fauna Südwest-Australiens, G. Fischer, Jena, vol. 2, p. 451-493 (texte intégral).